# Prague Challenger 1993
Il Prague Challenger 1993 è stato un torneo di tennis facente parte della categoria ATP Challenger Series nell'ambito dell'ATP Challenger Series 1993. Il torneo si è giocato a Praga in Repubblica Ceca dal 20 al 26 settembre 1993 su campi in terra rossa.

## Vincitori

### Singolare
Gilbert Schaller ha battuto in finale  Massimo Valeri con il punteggio di 6–4, 7–6

### Doppio
David Rikl /  Pavel Vízner hanno battuto in finale  Tomas Nydahl /  Mikael Tillström con il punteggio di 6–2, 7–6